# Oxypoda lenis
Oxypoda lenis är en skalbaggsart som beskrevs av Thomas Casey 1911. Oxypoda lenis ingår i släktet Oxypoda och familjen kortvingar. Inga underarter finns listade i Catalogue of Life.